# ماريا جي لورجيس أباجيا
ماريا جي لورجيس أباجيا هي سياسية برازيلية، وكانت حاكمة المقاطعة الفيدرالية للبرازيل.

## الحياة السياسية

### التشريع
في عام 1986 تم انتخابها نائبة اتحادية تأسيسية، وكان لها دور قوي في الدفاع عن المقاطعة الفيدرالية والأقل تفضيلًا في الفصل من النظام الاجتماعي في الدستور وفي صياغة القانون الأساسي للمساعدة الاجتماعية، وشارك من تأليف قانون المزايا المستمرة والاستقلال السياسي للمقاطعة الفيدرالية.
في عام 1990 تم انتخابها نائبة عن المنطقة في أول هيئة تشريعية للمجلس التشريعي وساعدت في كتابة القانون الأساسي للمقاطعة الفيدرالية، بالإضافة إلى تمرير العديد من القوانين التي تهم المجتمع.
في عام 1998 تم انتخابها نائبة فيدرالية مرة أخرى. كانت عضوًا في اللجنة الخاصة للكونغرس الوطني التي أنشأت صندوق القضاء على الفقر والتهميش في البرازيل، في اللجنة التي وضعت النظام الأساسي للمسنين وخطة السياحة الوطنية وشاركت في تأليف إنشاء الصندوق الدستوري للمقاطعة الاتحادية، وذلك من بين أمور أخرى متعددة.

### السلطة التنفيذية
- 1975: المدير الإقليمي لسيلانديا.
- 1985: رئيسة مؤسسة الخدمة الاجتماعية في المقاطعة الفيدرالية.
- 1995: وزير السياحة في المقاطعة الفيدرالية.
- 2001: سكرتير تنسيق الإدارات الإقليمية.
- 2002: نائب حاكم المقاطعة الاتحادية.
- 2006: حاكم المقاطعة الاتحادية.
- 2017: سكرتير المشاريع الاستراتيجية.